# Yamada Yoshifumi
Yoshifumi Yamada (sinh ngày 4 tháng 11 năm 1981) là một cầu thủ bóng đá người Nhật Bản.

## Sự nghiệp câu lạc bộ
Yoshifumi Yamada đã từng chơi cho Avispa Fukuoka và Otsuka Pharmaceutical.